# Marcelino García Toral
Marcelino García Toral (n. 14 august 1965, Villaviciosa⁠(d), Asturia, Spania) este un fotbalist spaniol retras din activitate, care a jucat pe post de mijlocaș la echipe ca Gijón, Sporting de Gijón B⁠(d) și Levante. Pe plan internațional, are prezențe la națională pentru Spania U-18⁠(d), Spania U-19⁠(d), Spania U-20⁠(d) și Spania U-21. După încheierea carierei, a devenit antrenor, și antrenează în prezent pe Villarreal CF.

## Statistici ca antrenor
La 15 octombrie 2017.
| Echipă           | Țară   | Din              | Până              | Record | Record | Record | Record | Record | Record | Record | Record    | Ref    |
| Echipă           | Țară   | Din              | Până              | M      | V      | E      | Î      | GF     | GC     | Glv.   | Procent % | Ref    |
| ---------------- | ------ | ---------------- | ----------------- | ------ | ------ | ------ | ------ | ------ | ------ | ------ | --------- | ------ |
| Lealtad          | Spania | 1 iulie 1997     | 30 iunie 1998     | 44     | 29     | 10     | 5      | 85     | 45     | +40    | 65,91     | [ 1 ]  |
| Sporting B       | Spania | 15 ianuarie 2001 | 19 iulie 2003     | 99     | 41     | 26     | 32     | 139    | 110    | +29    | 41,41     | [ 2 ]  |
| Sporting Gijón   | Spania | 19 iulie 2003    | 12 iulie 2005     | 86     | 35     | 22     | 29     | 100    | 82     | +18    | 40,7      | [ 3 ]  |
| Recreativo       | Spania | 12 iulie 2005    | 26 iulie 2007     | 84     | 38     | 22     | 24     | 124    | 90     | +34    | 45,24     | [ 4 ]  |
| Racing Santander | Spania | 26 iunie 2007    | 28 mai 2008       | 46     | 20     | 13     | 13     | 56     | 51     | +5     | 43,48     | [ 5 ]  |
| Zaragoza         | Spania | 28 mai 2008      | 13 decembrie 2009 | 59     | 26     | 17     | 16     | 97     | 73     | +24    | 44,07     | [ 6 ]  |
| Racing Santander | Spania | 9 februarie 2011 | 7 iunie 2011      | 16     | 7      | 3      | 6      | 24     | 25     | −1     | 43,75     | [ 7 ]  |
| Sevilla          | Spania | 7 iunie 2011     | 6 februarie 2012  | 27     | 9      | 9      | 9      | 29     | 30     | −1     | 33,33     | [ 8 ]  |
| Villarreal       | Spania | 14 ianuarie 2013 | 10 august 2016    | 177    | 87     | 44     | 46     | 268    | 182    | +86    | 49,15     | [ 9 ]  |
| Valencia         | Spania | 23 mai 2017      | Prezent           | 8      | 5      | 3      | 0      | 21     | 10     | +11    | 62,5      | [ 10 ] |
| Total            | Total  | Total            | Total             | 646    | 297    | 169    | 180    | 943    | 698    | +245   | 45,98     | —      |